# Tanfoglio Witness 1911
Le Tanfoglio Witness 1911 est un pistolet semi-automatique fabriqué par Tanfoglio.

## Description
C'est une arme dérivée du Colt 1911 dont les brevets sont tombés dans le domaine public. Il est chambré comme son aîné en .45 ACP.
Il comporte un guidon et une hausse de combat. Il existe en version inox, bronzé ou bicolore (modèle "Custom")